# Villa Nova AC
Villa Nova AC is een Braziliaanse voetbalclub uit de stad Nova Lima, in de deelstaat Minas Gerais.

## Geschiedenis
De club werd opgericht in 1908 door Engelse fabriekswerkers. Het was de eerste club van de staat waar spelers van opgeroepen werden voor het nationale elftal.

## Erelijst
Campeonato Mineiro
1932, 1933, 1934, 1935, 1951

## Bekende ex-spelers
- José Perácio